# Vicia fedtschenkoana
Vicia fedtschenkoana är en ärtväxtart som beskrevs av V.V.Nikitin. Vicia fedtschenkoana ingår i släktet vickrar, och familjen ärtväxter. Inga underarter finns listade i Catalogue of Life.